# Udo Poser
Udo Poser (n. 21 august 1947, Hildburghausen, Turingia, Germania) este un înotător, medaliat olimpic. A participat la 2 ediții ale Jocurilor Olimpice (1968, 1972) în care a câștigat o medalie de bronz.